# Usines Boursaud

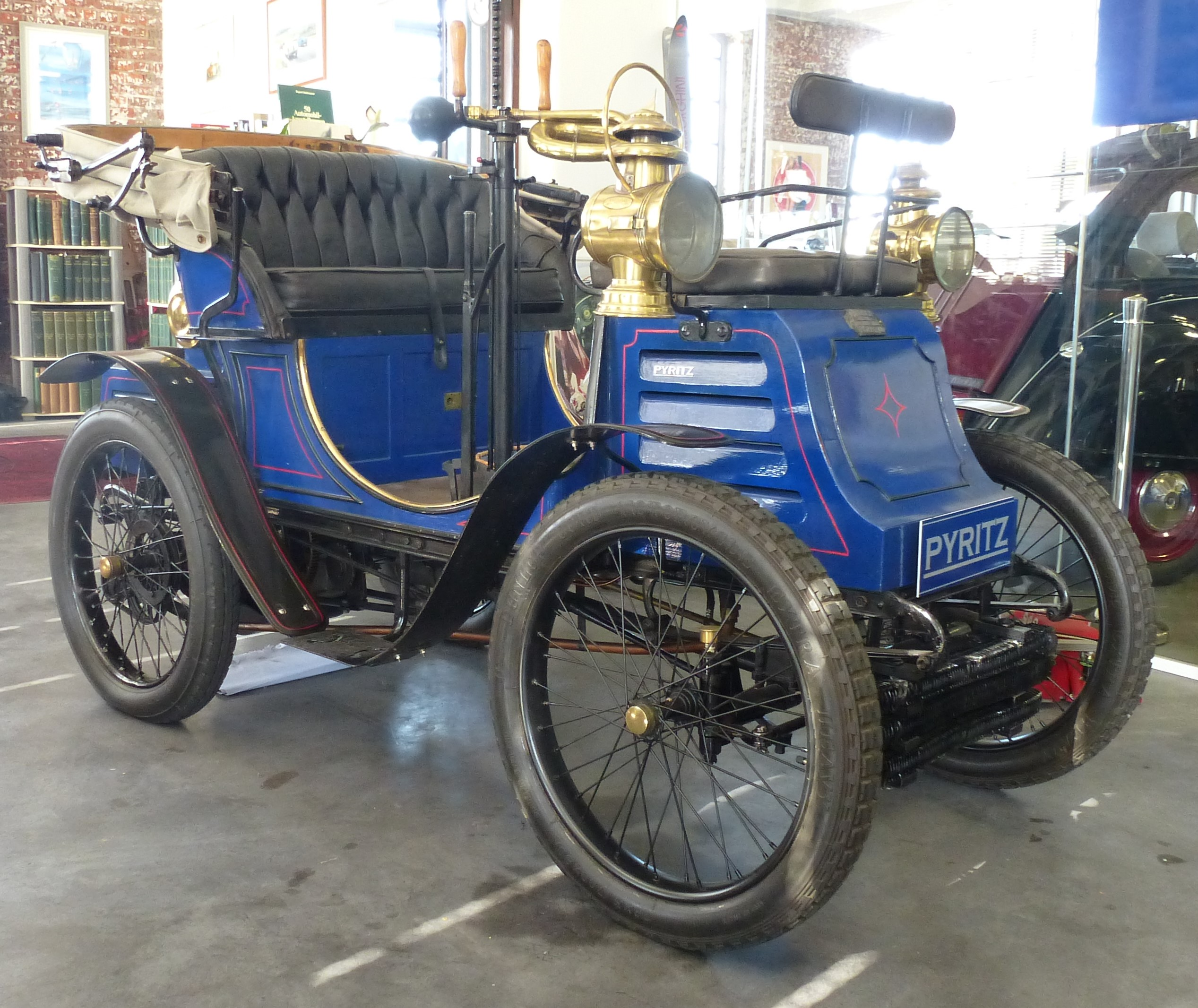
Boursaud von 1899

Usines Boursaud war ein französischer Hersteller von Automobilen.

## Unternehmensgeschichte
Das Unternehmen aus Baignes-Sainte-Radegonde begann 1897 mit der Produktion von Automobilen. Der Markenname lautete Boursaud. 1899 endete die Produktion. Insgesamt entstanden drei Fahrzeuge.
Nach anderen Angaben gründete Pierre Boursaud (geboren am 7. Dezember 1863) das Unternehmen und stellte ab 1894 etwa zehn Automobile her. 1915 agierte das Unternehmen als Boursaud Jeune an der Rue du Général de Gaulle als Autowerkstatt, die jahrelang existierte und zu Jahresanfang 2013 zum Verkauf stand. Ein Fahrzeug existiert noch. Ein Fahrzeughändler bot es im Juni 2018 an.

## Fahrzeuge
Im Angebot stand nur ein Modell. Für den Antrieb sorgte ein wassergekühlter Einzylindermotor von De Dion-Bouton mit 402 cm³ Hubraum, der im Heck montiert war. Das Zweiganggetriebe kam von Bozier und verfügte über zwei Vorwärts-, aber keinen Rückwärtsgang. Die Karosserieform Vis-à-vis bot Platz für drei bis vier Personen.